# Gräsvial
Gräsvial (Lathyrus nissolia) är en ettårig ört i familjen ärtväxter som förekommer naturligt i stora delar av Europa, Maghreb, Levanten och Kaukasien. Dess blommor sitter ensamma, de är relativt små och blommar i juni och juli.